# William Negrete
William Cliff Negrete (Momil, Colombia, 14 de febrero de 1977) es un exfutbolista colombiano que se desempeñaba como guardameta. Actualmente es entrenador de fútbol profesional en Guatemala

## Clubes
| Club                   | País      | Año         |
| ---------------------- | --------- | ----------- |
| San Francisco FC       | Panamá    | 2001 - 2008 |
| CD Vida                | Honduras  | 2008 - 2009 |
| San Francisco FC       | Panamá    | 2009 - 2015 |
| Deportivo Mictlán      | Guatemala | 2015 - 2017 |
| Universidad San Carlos | Guatemala | 2017 - 2020 |

## Palmarés

### Campeonatos nacionales
| Título          | Club          | País   | Año  |
| --------------- | ------------- | ------ | ---- |
| Torneo Clausura | San Francisco | Panamá | 2009 |
| Torneo Clausura | San Francisco | Panamá | 2011 |

### Distinciones individuales
- Guardameta menos vencido del Torneo Apertura 2009 de la ANAPROF de Panamá.
- Guardameta menos vencido del Torneo Clausura 2010 de la Liga Panameña de Fútbol.